# Gheorghe Ionescu Gion (actor)
Gheorghe Ionescu, zis Ionescu-Gion, (n. 4 decembrie 1922, Iași, România – d. 3 octombrie 1980, București, România) a fost un actor român.

## Biografie
A fost elev al Liceului Național și al Liceului „Mihail Kogălniceanu” din Iași. După susținerea examenului de bacalaureat, s-a înscris la Facultatea de litere și filosofie a Universității ieșene. Concomitent cu studiile liceale, urmează Conservatorul de artă dramatică.
A făcut parte din trupa Teatrului Mic și a jucat roluri memorabile în spectacolele Nora, Monserrat, Jocul ielelor, Stâlpii societății, Richard al III-lea, precum și în numeroase spectacole din dramaturgia shakespeariană în cadrul teatrului radiofonic.
A decedat la 3 octombrie 1980 și a fost înmormântat, trei zile mai târziu, la Cimitirul Bellu.

## Roluri în teatru
- „Antigona” (Sofocle)
- „Richard al II-lea” (William Shakespeare)
- „Othello” (William Shakespeare)
- „Ofițerul recrutor” (George Farquhar)
- „Azilul de noapte” (Maxim Gorki)
- „Hanul de la răscruce” (Horia Lovinescu)
- „Vulpile” (Lilian Hellman)
- „Vrăjitoarele din Salem” (Arthur Miller)
- „Stâlpii societății” (Henrik Ibsen)

Teatru radiofonic
Cei trei mușchetari – de Alexandre Dumas (naratorul)
Despot-Vodă – de Vasile Alecsandri (Despot)
Inspectorul de poliție – de J. B. Priestley (inspectorul)
Palace hotel Thanatos – de Andre Maurois (directorul)
Volpone – de Ben Johnson (Voltore)

## Filmografie
- Arendașul român (scurtmetraj, 1952) - subprefectul

## Distincții
- Medalia Muncii (26 august 1954) „pentru merite deosebite în realizarea filmelor «Nepoții Gornistului» și «Răsare soarele» (Nepoții Gornistului seria a II-a)”[3]
- Ordinul Meritul Cultural clasa a III-a (6 noiembrie 1967) „pentru merite deosebite în domeniul artei dramatice” (menționat George Ionescu)[4]